# Беккер, Оскар Иоахим
Оскар Иоахим Беккер (5 сентября 1889 — 13 ноября 1964) — немецкий философ

, логик, математик, историк математики. Наряду с Мартином Хайдеггером он — один из наиболее выдающихся учеников Эдмунда Гуссерля. В числе его учеников Макс Бенсе, Пауль Лоренцен, Ганс Слуга, Юрген Хабермас, Карл-Отто Апель, Карл-Хайнц Ильтинг, Герман Шмитц, Элизабет Штрёкер и Отто Пёггелер. Профессор в Бонне. Представитель феноменологического метода, внес вклад в философию экзистенциализма постановкой вопроса о «параэкзистенции» в сфере внечеловеческого. Отстаивал конструктивистскую позицию, во многом близкую интуционизму, по истории математики.

## Биография
Родился 5 сентября 1889 года в Лейпциге.
Учился в Лейпцигской школе Святого Фомы, впоследствии изучал физику, химию, психологию, математику и философию в Новом колледже Оксфорда и Лейпцигском университете. Защитил докторскую диссертацию по математике «О разложении многоугольника на непересекающиеся треугольники на основании аксиом сочетания и порядка» у Отто Людвига Гёльдера и Карла Фридриха Вильгельма Рона в 1914 году. Во время Первой мировой войны с 1915 по 1918 год служил на западном и восточном фронтах.
После демобилизации в 1919 году ему пришлось выбрать, изучать математику под руководством Давида Гильберта или философию под руководством Эдмунда Гуссерля: за время войны последний покинул университет Гёттингена и перебрался во Фрайбургский университет. В итоге Оскар предпочёл второе.
Во Фрайбурге Беккер посещал занятия Хайдеггера и пытался применить его герменевтику фактичности к области математики. Под руководством Эдмунда Гуссерля он написал габилитационную диссертацию на тему «К феноменологическому обоснованию геометрии и её применений в физике», которую и защитил в 1922 году (по другим сведениям, в 1923 году). Как хабилитированный доктор, он — вместе с Мартином Хайдеггером — стал ассистентом Эдмунда Гуссерля, что, в частности, позволило ему активно работать с философом (используя много неопубликованных материалов из личного архива). По свидетельству Б. Джонса, Гуссерль «надеялся, что Хайдеггер и Беккер завершат его грандиозный исследовательский план: Хайдеггер — в части гуманитарных наук, Беккер — в части наук естественных».
В том же году Беккер стал сперва неформальным редактором «Ежегодника Феноменологических Исследований» (The Yearbook of Phenomenological Research), а в 1927 году — экстраординарным профессором Фрайбургского университета и занимает пост редактора официально (после смерти Макса Шелера): при его участии вышли 9-11 тома.
В 1931 году он принял приглашение на место ординарного профессора истории математики в университете Бонна. До начала Второй мировой войны философ вёл также математический семинар совместно с Отто Теплицем. В этом университете Беккер преподавал до 1946 года, когда его лишили права на преподавание, и с 1951 по 1955 год, после чего вышел на пенсию.

## Феноменология и математическая философия
Многие исследователи признают magnum opus'ом Оскара Беккера работу «Математическое существование. Исследование по логике и онтологии математических феноменов», опубликованную в «Ежегоднике Феноменологических Исследований» в 1927 году (в одном выпуске с «Бытием и временем» М. Хайдеггера).
Беккер использовал не только гуссерлианскую феноменологию, но и хайдеггерианскую герменевтику, проводя параллели между арифметическим исчислением и «бытием к смерти». Его работа подверглась критике как со стороны неокантианцев, так и более рационалистских логиков. К сожалению, она не повлияла на последовавшую дискуссию о кризисе оснований математики так сильно, как потенциально могла бы.
Заметный вклад в науку внесли дискуссии Беккера с Давидом Гильбертом и Паулем Бернайсом о роли потенциальной бесконечности в формалистской метаматематике Гильберта. Беккер настаивал на том, что Гильберт не может придерживаться финитизма, но должен признавать потенциальную бесконечность. Очевидно, имлицитно принимая потенциальную бесконечность, и Гильберт, и Бернайс, тем не менее, утверждали, что каждая индукция в их доказательствах конечна. Беккер был прав, утверждая, что полная индукция необходима для консистентности утверждений с квантором всеобщности, в противоположность утверждению, будто каждому натуральному числу соответствует уникальный предикат.

## Интуиционистская и модальная логика
Беккер положил начало формализации интуиционистской логики Лёйтзена Брауэра. Он разработал семантику интуиционистской логики на основе гуссерлевской феноменологии, и эта семантика впоследствии была использована Арендом Гейтингом для развития собственного подхода. Беккер пытался, не вполне успешно, сформулировать отрицание закона исключённого третьего, подходящее для интуиционистской логики: ему, к сожалению, не удалось корректно провести границу между классическим и интуиционистским отрицанием. В приложении к своей книге об экзистенциальном квантификаторе он поставил проблему нахождения формального исчисления для интуционистской логики.
Ученый внес значимый вклад в модальную логику (логику долженствования и возможности). Также значительную роль в теологии XX века сыграл постулат Беккера: модальный статус формулы φ — её обязательное свойство. В формальном выражении, где ◊ — возможность, а □ — необходимость, постулат Беккера можно записать следующим образом:
- {\displaystyle \lozenge \phi \longrightarrow \Box \lozenge \phi }
- {\displaystyle \Box \phi \longrightarrow \Box \Box \phi }

Этот постулат сыграл основополагающую роль для формализации онтологического доказательства бытия Бога, совершенной Чарльзом Хартсхорном, основателем «процесс-теологии» в ходе дискуссий с выдающимся логиком-позитивистом Рудольфом Карнапом.

## История математики
Беккер следовал распространенной тенденции подчеркивать масштаб «кризиса» античной математики, произошедший из-за открытия Гиппасом из Метапонта несоизмеримости сторон правильного пятиугольника (в позднейших более простых доказательствах — треугольника) и «угрозы» иррациональных чисел. Как и современники, он проводил параллели между этим открытием и диагональным методом Кантора, доказавшим несчётность множества всех подмножеств натуральных чисел, или Гёделевым методом для доказательства теоремы о неполноте.
Впоследствии ревизионистские комментаторы — Вильбур Кнорр и Дэвид Фоулер, — подчеркивали, что историки математики первой половины двадцатого века, такие как Беккер, безосновательно проецировали кризис своего времени на историю Древней Греции: как кризис, связанный с возникновением теории множеств и дискуссии об основаниях математики, так и в целом политический кризис Европы в промежутке между Первой и Второй мировыми войнами.
Также Беккер продемонстрировал, что все теоремы Евклида о соотношениях могут быть доказы с использованием более ранней техники, чем Евдокса Книдского, — найденной Беккером в «Топике» аристотелевского Органона и аттрибутированной Теэтету Афинскому. Также ученый показал, что с использованием логики, отрицающей закон исключенного третьего, можно реконструировать большинство доказательств Евклида.

## Поздние труды
Покинув университет, Оскар Беккер сосредоточился на исследовании различных логик: модальной, интуиционистской, вероятностной и т.д. Также он развивал свои идеи об эстетике и формальной природе бессознательного. В сборнике философских эссе Dasein und Dawesen Беккер поделился частью своих личных взглядов, но к сожалению, в отсутствие авторского полного программного текста до сих пор собственная метафизика Беккера ещё не реконструирована. «Длящаяся сущность» (Dawesen) природы со своими симметриями и структурами существует раньше, глубже и шире, чем историко-фактическое существование (Dasein), и следовательно, поддается не герменевтическим интерпретирациям, но только математическому «гаданию», «мантической расшифровке». Можно провести параллели между акцентом Беккера на безвременности и формальной природе бессознательного и работами Жака Лакана.
Ушёл из жизни Оскар Беккер 13 ноября 1964 года в Бонне.

## Контакты
Беккер состоял в активной переписке со многими выдающимися математиками и философами-позитивистами: например, с Вильгельмом Аккерманом, Абрахамом Френкелем, Арендом Хойтингом, Давидом Хильбертом, Джоном фон Нейманом, Германом Вейлем, Эрнстом Цермело, Хансом Райхенбахом, Феликсом Кауфманном. К несчастью, весь архив переписки Беккера был уничтожен во время Второй Мировой войны.

Вместе с тем, вследствие личной скромности Оскар Беккер избегал широкого внимания к своим работам, что оставило его взгляды и работы сравнительно малоизвестными. Отто Пёггелер вспоминал о своём учителе: 
Сам Беккер никогда не был склонен к чересчур уж публичному вопросу о своём способе философствования. De nobis ipsis silemus [«О нас самих — ни слова»] — этим словам из «Instauratio magna» Бэкона, которые Кант предпосылал своей «Критике чистого разума», Беккер, очевидно, следовал на протяжении всей своей жизни...

## Связи с нацизмом
В отличие от Хайдеггера, Оскар Беккер так и не вступил в ряды НСДАП, но с 1946 по 1951 год был лишен права на преподавание комиссией Боннского университета: она признала, что Беккер не был активным апологетом нацистской идеологии, но его публикации и лекции 1930-х и 1940-х годов имплицитно поддерживают расовую доктрину. Сам факт того, что он во время господства национал-социализма остался в стране и занимая видное положение, продолжал преподавать и публиковать работы, «которые однозначно и в исключительно сильной форме представляли набор национал-социалистических мыслей», обусловил неприязненное отношение к нему эмигрировавших логиков и математиков. Готовность Беккера к полемике на этот счет во многом усугубило игнорирование его работ среди коллег.

### Работы Оскара Беккера (избранное)
- Mathematische Existenz. Untersuchungen zur Logik und Ontologie mathematischer Phänomene, in: Jahrbuch für Philosophie und phänomenologische Forschung, Band VIII, 1927, S. 440–809.
- Das Symbolische in der Mathematik. In: Blätter für deutsche Philosophie, Band 1, Heft 4, 1928, S. 329–348.
- Von der Hinfälligkeit des Schönen und der Abenteuerlichkeit des Künstlers. In: Jahrbuch für Philosophie und phänomenologische Forschung. Ergänzungsband. Halle 1929, S. 27–52. Husserl-Festschrift
- Zur Logik der Modalitäten, in: Jahrbuch für Philosophie und phänomenologische Forschung, Bd. XI (1930), S. 497–548
- Die Philosophie Edmund Husserls. In: Kantstudien, Band 35, 1930, S. 119–150.
- Die apriorische Struktur des Anschauungsraumes In: Philosophischer Anzeiger, Band 4, 1930, S. 129–162.
- Eudoxos-Studien, 5 Teile. In: Quellen und Studien zur Geschichte der Mathematik, Astronomie und Physik, Band II, 1933, S. 311–333; S. 369–387; Band III, 1936, S. 236–244; S. 370–388; S. 389–410
  - I: Eine voreudoxische Proportionslehre und ihre Spuren bei Aristoteles und Euklid. In: Quellen und Studien zur Geschichte der Mathematik, Astronomie und Physik Band 2, S. 311–333.
  - II: Warum haben die Griechen die Existenz der vierten Proportionale angenommen. Band 2, S. 369–387.
  - III: Spuren eines Stetigkeitsaxioms in der Art des Dedekindschen zur Zeit des Eudoxos. Band 3, S. 236–244.
  - IV: Das Prinzip vom ausgeschlossenen Dritten in der griechischen Mathematik, Band 3, S. 370–388.
  - V: Die eudoxische Lehre von den Ideen und den Farben. Band 3, 389-410.
- Die Lehre vom Geraden und Ungeraden im 9. Buch der euklidischen Elemente, In: Quellen und Studien zur Geschichte der Mathematik, Astronomie und Physik Band 3, 1936, S. 533-553
- Transzendenz und Paratranszendenz. Travaux du IX. Congrès International de Philosophie, Extrait, Paris 1937.
- Bernhard Bavink über Rasse und Kultur. In: Rasse, Band 3, 1936, S. 474–476.
- Philosophie und Weltanschauung (Neuerscheinungen aus den Jahren 1935 und 1936). In: Rasse, Band 4, 1937, S. 404–407.
- Nordische Metaphysik, in: Rasse. Monatsschrift der Nordischen Bewegung. Herausgegeben im Auftrage des Nordischen Ringes in der Nordischen Gesellschaft von Richard von Hoff, 5. Jahrgang 1938, Leipzig/Berlin, S. 81–92.
- Gedanken Friedrich Nietzsches über Rangordnung, Zucht und Züchtung. Kriegsvorträge der Rheinischen Friedrich-Wilhelms-Universität Bonn a. Rh., Heft 97, Bonn 1942. Wurde nach Ende des Zweiten Weltkrieges in der Sowjetischen Besatzungszone auf die Liste der auszusondernden Literatur gesetzt.
- Para-Existenz. Menschliches Dasein und Dawesen. In: Blätter für deutsche Philosophie. Band 17, 1943, S. 62–95.
- Leibnitz, der deutsche Denker und gute Europäer. Kriegsvorträge der Rheinischen Friedrich-Wilhelms-Universität Bonn a. Rh., Heft 157, Bonn 1944.
- mit Joseph Ehrenfried Hofmann: Geschichte der Mathematik. Bonn 1951 (von Becker stammt der Teil über die Antike).
- Einführung in die Logistik, vorzüglich in den Modalkalkül. Westkulturverlag Anton Hain, Meisenheim am Glan 1951.
- Untersuchungen über den Modalkalkül. Westkulturverlag Anton Hain, Meisenheim am Glan 1952.
- Grundlagen der Mathematik in geschichtlicher Entwicklung. Orbis academicus Band II/6. Freiburg/München: Alber 1954, 2. Aufl.1964. (Diese Auflage ist text- und seitenidentisch auch als Suhrkamp Taschenbuch Wissenschaft, Band 114, erschienen. Suhrkamp, Frankfurt a. M. 1975)
- Das mathematische Denken der Antike, Göttingen 1957, 2. Auflage 1967
- Größe und Grenze der mathematischen Denkweise. Karl Alber, Freiburg 1959.
- Die Aktualität des pythagoreischen Gedankens. In: Gadamer-Festschrift. Tübingen 1960.
- Dasein und Dawesen. Gesammelte philosophische Aufsätze, Neske, Pfullingen 1963
- Letters to Hermann Weyl, in Paolo Mancosu and T. A. Ryckman, “Mathematics and Phenomenology: The Correspondence between O. Becker and H. Weyl,” Philosophia Mathematica, 3d Series, vol. 10 (2002) 174–194.

### Вторичные источники
- Annemarie Gethmann-Siefert, Jürgen Mittelstraß (eds): Die Philosophie und die Wissenschaften. Zum Werk Oskar Beckers (Philosophy and the Sciences: On the Work of Oskar Becker), Munich, Fink, 2002 [1].
- Hempel, H.-P. (1967).  Oskar Becker: Dasein und Dawesen. Gesammelte Philosophische Aufsätze. Pfullingen: Verlag Günter Neske
- Hogrebe,  W.  (2009).  Die  Selbstverstrickung  des  Philosophen  Oskar  Becker.  In  H.-J. Sandkühler (Ed.), Philosophie im Nationalsozialismus (157–190). Hamburg:  Meiner
- Wilbur R. Knorr, “Transcript of a Lecture Delivered at the Annual Convention of the History of Science Society, Atlanta, Dec. 28, 1975” in Jean Christianidis, ed. Classics in the history of Greek Mathematics, Boston Studies in the Philosophie of Science, vol. 240, Dordrecht/Boston: 2004, 245–253, esp. 249–252.
- Joseph Kockelmans and Theordore J. Kisiel, intro. to transl. of Becker, in Phenomenology and the Natural Sciences, Evanston IL: Northwestern University Press, 1970, 117–118.
- Löwith, K. (1986). Mein Leben in Deutschland vor und nach 1933: ein Bericht. Stuttgart: J.B. Metzler.
- Paolo Mancosu and T. A. Ryckman, “Mathematics and Phenomenology: The Correspondence between O. Becker and H. Weyl,” Philosophia Mathematica, 3d Series, vol. 10 (2002) 130–173, bibliography 195–202.
- Paolo Mancosu, ed. From Brouwer to Hilbert,Oxford University Press, 1998, 165–167 (on Hilbert's formalism), 277–282 (on intuitionistic logic).
- Peckhaus, V. (Ed.). (2005). Oskar Becker und die Philosophie der Mathematik. München: Fink.
- Pöggeler, O. (1965). Hermenetische und mantische Phänomnologie. Philosophische Rundschau, (13), 1–39.
- Pöggeler, O. (1969). Oskar Becker als Philosoph. In Kant Studien (Vol. 60), (298–311). Berlin, New York: Walter de Gruyter.
- Pöggeler, O. (2002). Phänomenologie und philosophische Forschung bei Oskar Becker. InA. Gethmann-Siefert & J. Mittelstraß (Eds.), Die Philosophie und die Wissenschaften. Zum Werk Oskar Beckers (13–25). München.
- Sattler, J. (2011). Phänomenologie und Ontologie bei Oskar Becker (Ph.D. Thesis, FernUniversität in Hagen, University of Hagen, Germany). Retrieved from http://deposit.fernuni-hagen.de/2764/1/Diss_Sattler.pdf.
- Sepp, H. R. (1998). Die Ästhetik Oskar Beckers. Axiomathes, (9), 105–116.
- Dauben, J. W., & Scriba, C. (Eds.). (2002). Writing the History of Mathematics. Basel: Birkhäuser.
- Zimny, L., “Oskar Becker Bibliographie,” Kantstudien 60 319–330.
- Паткуль, А. Предисловие к публикации перевода статьи О. Беккера «О хрупкости прекрасного и авантюризме художника. Онтологическое исследование в эстетической области феномена» (недоступная ссылка) (рус.) // Horizon. Феноменологические исследования: журнал. — 2014. — Т. 3, № 1. — С. 116-139.